# Witness (album Blessthefall)
| Recensione      | Giudizio |
| --------------- | -------- |
| Allmusic        | [ 1 ]    |
| Alter the Press | [ 2 ]    |
| Sputnik Music   | [ 3 ]    |

Witness è il secondo album del gruppo post-hardcore statunitense Blessthefall, pubblicato il 6 ottobre 2009 con la Fearless Records.

## Tracce
1. 2.0 – 1:00
2. What's Left of Me – 3:30
3. To Hell & Back – 3:18
4. God Wears Gucci – 3:53
5. Hey Baby, Here's That Song You Wanted – 3:28
6. Witness – 3:13
7. Last Ones Left – 2:51
8. Five Ninety – 3:50
9. We'll Sleep When We're Dead – 4:11
10. Skinwalkers – 3:58
11. You Deserve Nothing & I Hope You Get Less – 3:36
12. Stay Still – 4:10

## Formazione
- Beau Bokan – voce
- Eric Lambert – chitarra solista
- Mike Frisby – chitarra ritmica, cori
- Jared Warth – basso, screamo
- Matt Traynor – batteria, percussioni

## Classifiche
| Classifica         | Posizione massima |
| ------------------ | ----------------- |
| Billboard 200      | 56                |
| Alternative albums | 13                |
| Hard Rock Albums   | 9                 |
| Independent Albums | 6                 |
| Top Rock Albums    | 25                |